# Шаломея (Кормянский район)
Шаломея (бел. Шаламеі) — деревня в Боровобудском сельсовете Кормянского района Гомельской области Беларуси.

## География

### Расположение
В 15 км на юго-запад от Кормы, в 66 км от железнодорожной станции Рогачёв (на линии Могилёв — Жлобин), в 95 км от Гомеля.

## Транспортная сеть
На автодороге Корма — Зелёная Поляна. Планировка состоит из прямолинейной широтной улицы, застроенной редко деревянными домами усадебного типа.

## История
Согласно письменным источникам известна с XVIII века как селение Шаломея (оно же Нелеповщина) в Речицком повете Минского воеводства Великого княжества Литовского. В инвентаре Меркуловичского староства в 1720 году обозначена как слобода. Согласно инвентаря 1758 года фольварк и деревня 13 дымов.
После 1-го раздела Речи Посполитой в 1772 году в составе Российской империи. В 1840 году помещик владел в деревне 228 десятинами земли. В 1881 году в Кормянской волости Рогачёвского уезда Могилёвской губернии. Согласно переписи 1897 года действовали церковно-приходская школа, хлебозапасный магазин. Рядом находился фольварк Шаломея (он же Сальца). В 1909 году 518 десятин земли, в Росохской волости Рогачёвского уезда Могилёвской губернии. В фольварке 200 десятин земли.
В 1930 году организован колхоз «Правда», работали конная круподёрка, кузница, нефтяная мельница, ветряная мельница. Согласно переписи 1959 года в составе совхоза имени В. И. Чапаева (центр — деревня Боровая Буда).
Ранее населённый пункт находился в составе Струкачёвского сельсовета.

## Население
- 1758 год — 13 дымов.
- 1858 год — 39 дворов, 249 жителей.
- 1881 год — 44 двора, 326 жителей.
- 1897 год — 63 двора, 388 жителей (согласно переписи).
- 1909 год — 70 дворов, 442 жителя; в фольварке 1 двор.
- 1959 год — 186 жителей (согласно переписи).
- 2004 год — 6 хозяйств, 6 жителей.